# Homeostasic model assessment of insulin resistance
L'Homeostasic model assessment (HOMA - de l'anglais, littéralement : modèle d'évaluation l'homéostasie) est une méthode utilisée pour quantifier la résistance à l'insuline et la fonction des cellules bêta. Elle a été décrite pour la première fois par Matthews et al. en 1985.

## Dérivation
Les auteurs de ce modèle utilisèrent les données des études physiologiques pour développer des équations mathématiques décrivant la régulation du glucose comme une boucle de rétroaction.
Ils ont publié un logiciel informatique qui résout les équations, de sorte que l'insulino-résistance et la fonction β-cellule peuvent être estimées à partir des taux à jeun de glucose et d'insuline. Ils ont également publié une équation (voir ci-dessous) qui donnait à peu près les mêmes réponses que d'une première version du logiciel de l'ordinateur.
Le modèle informatique a depuis été amélioré à un modèle de HOMA2 afin de mieux refléter la physiologie humaine et recalibré à des dosages d'insuline modernes. Dans cette version mise à jour, il est possible de déterminer la sensibilité à l'insuline et la fonction β-cellule couplée à partir de la glycémie à jeun et du dosage radio-immunologique de l'insuline, de l'insuline spécifique, ou des concentrations de peptide_C. Les auteurs recommandent l'utilisation du logiciel autant que possible,.

## Remarques
Le modèle HOMA a été initialement conçu comme un cas particulier d'un modèle plus général appelé HOMA-CIGMA.
L'équation d'approximation pour la résistance à l'insuline, dans le premier modèle, utilisait un échantillon de plasma à jeun, divisé par une constante sur base d'un sujet  d'un âge inférieur à 35 ans avec poids normal et ayant une fonction β-cellulaire de 100% et une résistance à l'insuline égale à 1.
| {\displaystyle {\text{HOMA-}}\beta ={\frac {20\times {\text{Insuline}}}{{\text{Glucose}}-3.5}}\%} | {\displaystyle {\text{HOMA-}}\beta ={\frac {360\times {\text{Insuline}}}{{\text{Glucose}}-63}}\%} |
| {\displaystyle {\text{HOMA-IR}}={\frac {{\text{Glucose}}\times {\text{Insuline}}}{22.5}}}         | {\displaystyle {\text{HOMA-IR}}={\frac {{\text{Glucose}}\times {\text{Insuline}}}{405}}}          |
| Glycémie en mmol/L                                                                                | Glycémie en mg/dL                                                                                 |

Ir est la résistance à l'insuline et % β est la fonction β-cellulaire.
L'insuline est exprimée dans en mU/L. Le glucose et l'insuline sont des valeurs à jeun.
Les auteurs ont testé de manière extensive les modèles HOMA et HOMA2 avec d'autres mesures de la résistance à l'insuline (ou sa réciproque, la sensibilité à l'insuline) et la fonction β-cellulaire,,.
Les formules d'approximation ci-dessus concernent le modèle HOMA et sont des estimations brutes du modèle proche des niveaux normaux de glucose et d'insuline chez l'être humain. Le modèle de compartiments de HOMA2 actuel est publié et est disponible en tant qu' évaluation interactive homéostatique (iHOMA2) sous la forme d'une application téléchargeable en Java.
HOMA-β et HOMA-IR sont des modèles mathématiques qui se basent sur les mesures des niveaux de glucose et d'insuline à jeun. Il existe plusieurs autres modèles pour mesurer la sensibilité à l'insuline qui sont basées sur des valeurs à jeun (QUICKI) ou sur les mesures glycémiques obtenue lors d'un test d'hyperglycémie provoquée oralement (HGPO) . À noter que ces indices sont souvent utilisés dans un cadre de recherche clinique où l'on veut estimer la sensibilité à l'insuline, mais ne servent pas d'outil diagnostique pour des maladies métaboliques.